# Oxystophyllum atrorubens
Oxystophyllum atrorubens là một loài thực vật có hoa trong họ Lan. Loài này được (Ridl.) M.A.Clem. mô tả khoa học đầu tiên năm 2003.